# Herói cultural

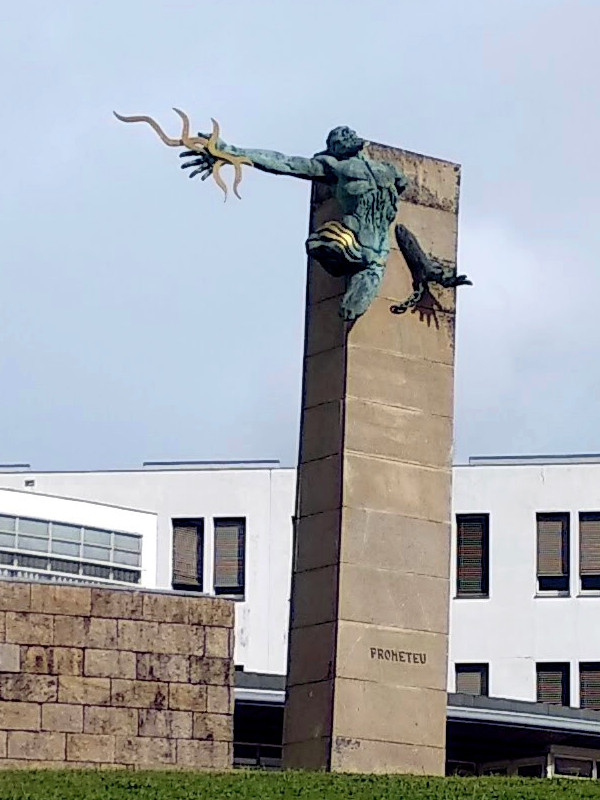
Escultura representando Prometeu, o herói cultural grego descobridor do fogo.

O herói cultural é um personagem de um determinado grupo cultural, étnico, racial ou religioso que se distingue por realizar uma determinada invenção ou descoberta. Após sua morte, o herói cultural pode continuar a viver, seja em uma estrela, constelação, animal ou de forma puramente espiritual.
É tido como "irmão gêmeo do trickster".
Diferencia-se do simples herói, indivíduo notabilizado por suas realizações e cuja aplicação é mais imediata e ao efeito de acontecimentos, por absorver construções míticas e variáveis semânticas e temporais ligadas ao imaginário popular e, por isso, cultural. No Brasil, Aleijadinho é um exemplo de assimilação de um personagem como herói cultural, com a construção de um ícone de identidade cultural, cuja significação sofreu a interferência dos modernistas, especialmente de Mário de Andrade, e do Instituto Histórico e Geográfico Brasileiro. Após a sua morte, lendas foram criadas, como a de que o personagem seria cego e faria todo o trabalho sozinho, assim como teria se deslocado em curto espaço de tempo por regiões de difícil acesso para os padrões da época. Assim sendo, o processo de heroísmo do personagem não foi aplicado imediatamente e, sim, temporalmente, de acordo com interferências culturais. A historiadora Guiomar de Grammont defende, por exemplo, que Aleijadinho não foi um, mas vários.
Na mitologia grega, o exemplo de Prometeu, um herói cultural, mostra o processo que tirou os homens da obscuridade, "no tempo em que 'olhavam sem ver, ouviam sem escutar', para os erguer ao domínio da natureza e à posse da sabedoria".
Na literatura, os arquétipos literários demonstram esse processo de construção do herói cultural. Esse processo "liga o mais arcaico dos heróis, o herói mítico, à luta ― contra as forças demônicas do caos, integrando-o ao mito básico da criação".